# Helmut Spieker

Helmut Spieker (ca. 1990)

Helmut Spieker (* 13. Januar 1933 in Duisburg; † 13. Februar 2014 in Zürich) war ein deutscher Architekt und Hochschullehrer an der ETH Zürich.

## Leben
Nach dem Abitur in Düsseldorf 1952/1953 studierte Helmut Spieker zwei Jahre lang Philosophie und Kunstgeschichte an der Georg-August-Universität Göttingen und nahm dann das Studium der Architektur an der Technischen Hochschule Karlsruhe auf. Dort legte er 1958 die Diplom-Hauptprüfung bei Egon Eiermann ab, an dessen Lehrstuhl er ein Jahr lang als wissenschaftlicher Assistent arbeitete.
Von 1964 bis 1970 umfasste seine Lehrtätigkeit Seminare an deutschen, niederländischen und österreichischen Technischen Hochschulen und an der ETH Zürich. An der Hochschule für Gestaltung Ulm hatte er eine Gastdozentur inne. Am 1. Oktober 1971 wurde er als ordentlicher Professor für Architektur und Entwurf an die ETH Zürich berufen. Von 1980 bis 1982 war er Vorsteher der Abteilung für Architektur der ETH Zürich. Er wurde am 31. März 1998 emeritiert.

## Schaffen
Seit 1961 war er mit der Planungsleitung im Universitäts-Neubauamt Marburg betraut, insbesondere mit der Struktur- und Bebauungsplanung und der Ausarbeitung eines Bausystems. Dazu gehörten unter anderem Institute, Bürogebäude, Kliniken, technische Anlagen und Wohnhäuser. Das Marburger Bausystem ist gekennzeichnet durch seine konstruktive Konsequenz, Flexibilität, Klarheit und Prägnanz, sowohl in der planerischen Entwicklung wie auch klaren Ästhetik. Das Marburger Bausystem wurde zum Begriff und zum wegweisenden Vorbild für Hochschulbauten.
Von 1971 bis 1974 hatte er ein eigenes Büro. Von 1989 bis 1996 entstanden unter seiner Leitung als Chefarchitekt bei der Karl Steiner AG in Zürich Entwürfe für die Rehabilitationsklinik in Zihlschlacht TG, die Wohnbebauung Eierbrecht in Zürich-Witikon, die Industriebauten des Unternehmens Schätti in Schwanden GL und das Bürogebäude Flur-Nord der UBS an der Badenerstrasse in Zürich.

## Schriften (Auswahl)
- mit Helga Spieker: Manierismus der Moderne oder Ende der Baukunst? ETH, Zürich 1975.
- Totalitäre Architektur. Feststellungen und Bekenntnisse, Programme und Ergebnisse, Bauten und Entwürfe, Einzel- und Prachtobjekte. Krämer, Stuttgart 1981, ISBN 978-3-7828-0455-4.
- mit Eugen Gomringer (Hrsg.): Das Einfache. Anabas, Gießen 1995.